# Zuzana Borošová
Zuzana Borošová (* 26. August 1988 in Komárno), zwischenzeitlich Zuzana Cibičková,  ist eine slowakische Schachmeisterin.

## Karriere
Borošová wurde 2008 der Titel eines Internationalen Meisters der Frauen (WIM) verliehen, die erforderlichen Normen erfüllte sie im Juni 2007 bei der 3. Meisterschaft der Europäischen Union in Arvier, im Mai 2008 beim Mitropacup der Frauen in Olbia (Sardinien) und im August 2008 bei Juniorinnenweltmeisterschaft in Gaziantep. Borošová erhielt im Jahr 2011 den Titel Schach-Großmeister der Frauen (WGM). Die Normen erzielte sie in unten genanntem GM Turnier in Prešov (2010), beim Czech Open in Pardubice 2010 und in der NB I/B. Charousek csoport, der zweithöchsten Spielklasse der ungarischen Mannschaftsmeisterschaft 2010/11.
Borošová spielte für die Slowakei bei den Schacholympiaden der Frauen 2004, 2006 und 2012. Sie siegte oder belegte vordere Plätze in mehreren Turnieren: 2.–3. Platz bei der slowakischen U12-Meisterschaft (Mädchen) (2000), 1. Platz bei der slowakischen U18-Meisterschaft (Mädchen) (2005), 1. Platz bei der slowakischen U20-Meisterschaft (Mädchen) (2007) und 2. Platz hinter Oleh Romanyschyn und vor Peter Michalík beim GM-Turnier in Prešov (2010).
In der slowakischen Extraliga spielte Borošová in den Saisons 2003/04 und 2007/08 für den ŠK HOFFER Komárno, in der Saison 2004/05 für den ŠK Dunajská Streda, von 2009 bis 2011 für den TJ INBEST Dunajov, von 2011 bis 2013 für den ŠK Doprastav Bratislava, in der Saison 2017/18 und erneut in der Saison 2019/20 für den ŠK AQUAMARIN Podhájska und in der Saison 2018/19 für den KŠC Komárno, mit dem sie auch am European Club Cup der Frauen 2010 teilnahm. Im Januar 2015 belegt Borošová den fünften Platz der slowakischen Frauenrangliste.